# Mala Rijeka
Mala Rijeka falu Horvátországban Kapronca-Kőrös megyében. Közigazgatásilag Apajkeresztúrhoz tartozik.

## Fekvése
Kaproncától 18 km-re, községközpontjától 8 km-re északnyugatra, a Kemléki-hegység lejtőjén  fekszik.

## Története
1890-ben 157 lakosa volt. A trianoni békeszerződésig Varasd vármegye Ludbregi járásához tartozott. 2001-ben 29 lakosa volt.

## Külső hivatkozások
- Rasinja község hivatalos oldala